# Classification des groupes finis simples
En mathématiques, et plus précisément en théorie des groupes, la classification des groupes finis simples, aussi appelée le théorème énorme, est un ensemble de travaux, principalement publiés entre environ 1955 et 1983, qui a pour but de classer tous les groupes finis simples. En tout, cet ensemble comprend des dizaines de milliers de pages publiées dans 500 articles par plus de 100 auteurs ; il a été simplifié au début des années 2000, mais reste considérable.

## La classification
Dans l'étude de la classification des  groupes finis simples, les mathématiciens ont été amenés à découvrir des êtres mathématiques inattendus qu'ils appelèrent des groupes sporadiques pour marquer qu'ils n'apparaissent dans aucune des listes générales.
La classification montre que tout groupe fini simple est de l'un des types suivants :
- un groupe cyclique dont l'ordre  est un nombre premier,
- un groupe alterné de degré au moins égal à 5,
- un groupe classique (groupe linéaire spécial projectif, symplectique, orthogonal ou unitaire sur un corps fini, comme le groupe simple d'ordre 168),
- un groupe de type de Lie exceptionnel ou tordu (on inclut en général le groupe de Tits dans ce cas),
- un des 26 groupes sporadiques.

Le théorème a des applications  dans beaucoup de branches de mathématiques, les questions sur les groupes finis pouvant souvent se réduire à des questions sur les groupes finis simples, et donc à une énumération de cas.
Quelquefois le groupe de Tits est regardé comme un groupe sporadique (dans ce cas, il existe 27 groupes sporadiques) parce qu'il n'est pas à strictement parler un groupe de type de Lie.

## Histoire de la classification des  groupes finis simples[1].

### Genèse et évolution du projet
La classification des  groupes finis simples, pierre angulaire des mathématiques modernes, a été conçue à partir des premières découvertes sur la structure des groupes dans les années 1950. Ce projet, dont les efforts formels ont débuté dans les années 1960, visait à cataloguer et à comprendre systématiquement tous les groupes simples finis. Dirigée par des visionnaires comme Daniel Gorenstein, puis développée par John Thompson et Michael Aschbacher, l'initiative s'est développée pour impliquer plus de 100 mathématiciens dans le monde entier, témoignant d'une avancée significative dans la théorie et la pratique des mathématiques. Cette tâche monumentale s'est étalée sur plus de 20 ans et s'est achevée en 1981 par un théorème complet qui comprenait 5 000 à 10 000 pages de journaux et 300 à 500 articles.

### Contexte scientifique et acteurs principaux
Un grand nombre de mathématiciens ont contribué directement à la classification des groupes finis simples, avec des contributions venant de divers continents. Daniel Gorenstein, un acteur central de ce projet, a été rejoint par des figures éminentes telles que John Thompson et Michael Aschbacher dans les années suivantes. Ces mathématiciens ont non seulement apporté des contributions substantielles à la théorie, mais ont également joué un rôle crucial dans l'organisation et la direction du projet. La collaboration a été marquée par une série de conférences internationales, des séminaires et des publications régulières qui ont aidé à maintenir la cohésion et la continuité du projet. En 1981, lorsqu'il a été annoncé que la classification était essentiellement complète, cela représentait l'aboutissement de plus de 20 ans de travail intense, symbolisant un triomphe de la coopération scientifique.

### Communication et dynamique de collaboration informelle
Au cours de l'année universitaire 1960-1961, le département de mathématiques de l'université de Chicago a organisé un programme spécial de neuf mois axé sur la théorie des groupes, réunissant d'éminents théoriciens des groupes et de nouveaux mathématiciens. Les interactions quotidiennes et les discussions informelles, souvent autour d'un thé, ont joué un rôle essentiel dans la promotion de la collaboration et du partage des connaissances. Ces sessions ont permis d'affiner les théories et les méthodologies, cruciales pour aborder les complexités du projet. Les cadres informels ont facilité un engagement plus profond avec le matériel, permettant un retour d'information immédiat et une résolution collective des problèmes, ce qui s'est avéré essentiel compte tenu de l'ampleur du projet et des exigences intellectuelles. Les théoriciens du groupe considèrent cette année comme un tournant important dans l'histoire de la classification.

## Dynamique de collaboration dans la classification des groupes finis simples[1]

### Rôle des interactions informelles et des connaissances tacites
Le succès du théorème de classification dépendait largement de la dynamique des interactions informelles entre les mathématiciens. Ces interactions, souvent caractérisées par des réunions en face à face et des discussions impromptues, ont permis l'échange rapide d'idées et de méthodes complexes. Ce mode de communication s'est avéré plus efficace que les publications traditionnelles pour faire circuler les nouveaux développements et les idées au sein de la communauté très soudée des théoriciens de groupe. Le projet a illustré la manière dont les connaissances tacites, c'est-à-dire celles qui sont comprises sans être explicitement exprimées, circulent et font partie intégrante du processus de collaboration.

### Les défis d'une collaboration à grande échelle
L'ampleur du théorème de classification a entraîné des défis sans précédent, notamment la gestion de l'énorme quantité d'informations produites et le maintien de la cohérence entre des centaines d'articles universitaires. Au fur et à mesure de l'avancement du projet, il est devenu évident que la documentation de la classification risquait d'être fragmentée et potentiellement perdue - une préoccupation qui s'est accentuée à mesure que les principaux contributeurs vieillissaient ou prenaient leur retraite. Cette constatation a conduit à un effort concerté pour créer une preuve de "deuxième génération" plus rationnelle et plus accessible afin d'assurer la longévité et l'accessibilité du théorème.

## Le concept de "désinvention"[1]

### Compréhension du concept
En mathématiques, le terme "désinvention" désigne la perte ou l'oubli de connaissances et de méthodes essentielles, particulièrement lorsque les chercheurs originaux quittent le domaine ou décèdent. Vers la fin du projet de classification des groupes simples finis, ce problème est devenu préoccupant. La dispersion des travaux sur de nombreux articles et auteurs a soulevé des craintes quant à la possible perte d'éléments cruciaux.

### Risques associés
Les risques de "désinvention" se sont accrus avec la retraite ou le décès de contributeurs majeurs comme Daniel Gorenstein. La dispersion des connaissances dans des centaines de publications a intensifié la crainte que les générations futures de mathématiciens puissent avoir des difficultés à comprendre et à utiliser les résultats de la classification.

### Initiatives pour contrer la "désinvention"
Pour atténuer ces risques, des initiatives ont été mises en place pour élaborer une "preuve de deuxième génération". Ce projet visait à rendre les preuves originales plus cohérentes et accessibles. Les travaux d'Aschbacher et Smith, par exemple, ont contribué à clarifier et à moderniser certaines démonstrations, garantissant ainsi la transmission des connaissances accumulées aux futures générations de mathématiciens.

### Doutes et résolution
La complexité et l'ampleur des travaux ont initialement suscité des doutes quant à la complétude et à la précision de certaines démonstrations, notamment celle des groupes quasi-minces par Geoff Mason. Des experts comme Michael Aschbacher et Jean-Pierre Serre ont exprimé des réserves à ce sujet. Ces doutes ont été levés dans les années 1990 par Aschbacher, qui a ensuite publié une démonstration complète en collaboration avec Stephen D. Smith, renforçant ainsi la validité de l'ensemble du théorème de classification.

### Héritage et implications futures
Les efforts pour documenter et simplifier la classification des groupes simples finis ont non seulement préservé ces connaissances, mais ont également facilité les avancées futures en mathématiques. La "preuve de deuxième génération" constitue désormais une ressource essentielle pour la recherche et l'enseignement, assurant que cette réalisation continue d'influencer les développements scientifiques.

## Une classification de deuxième génération
Reprochant l'extrême longueur de la démonstration de classification des groupes simples finis, des travaux, dits « révisionnistes », conduits à l'origine par Daniel Gorenstein, ont recherché une démonstration plus simple. Cette démarche fut appelée « démonstration de classification de deuxième génération ».
Six volumes ont été publiés jusqu'en 2005 et des manuscrits pour la plupart du reste de la démonstration existent. Les deux volumes d'Aschbacher et de Smith ont été écrits dans le but de fournir une démonstration pour le cas quasi-mince qui fonctionnerait aussi bien pour la démonstration de première que pour la démonstration de la deuxième génération. Il a été estimé que la nouvelle démonstration se montera à approximativement 5 000 pages lorsqu'elle sera complète. Les nouvelles démonstrations ont été écrites dans un style plus prolixe.
Gorenstein et ses collaborateurs ont donné plusieurs arguments pour l'existence d'une démonstration plus simple. Le plus pertinent est que l'énoncé final et correct est maintenant connu, donc les résultats intermédiaires nécessitent seulement de pouvoir s'appliquer aux groupes que nous connaissons pour pouvoir être exhaustifs.
En revanche, au cours du processus original de démonstration, comme personne ne savait combien il y avait de groupes sporadiques, certains (par exemple, les groupes de Janko) n'ayant été découverts que lors du processus d'élaboration de la démonstration du théorème de classification, il fut nécessaire d'appliquer les techniques les plus générales.
D'autre part, comme le résultat final et son énoncé étaient inconnus à l'origine et ce pendant une longue période, la démonstration de première génération fut la somme de théorèmes complets et séparés, classifiant des sous-cas importants. La plus grosse partie du travail original a donc été consacrée à l'analyse de nombreux cas spécifiques. Éléments d'une démonstration plus large, bon nombre de ces cas particuliers ont pu être mis en attente jusqu'à ce que des propositions plus puissantes les englobent. Cette révision a un prix, à savoir que les théorèmes de première génération dépendent de la classification complète, perdant ainsi leur démonstration courte.
En outre, bon nombre de théorèmes de la première génération se recouvraient, divisant ainsi les cas possibles de façon sous-optimale. La démonstration révisée, quant à elle, vise à relier les différentes analyses de cas, pour en éliminer les redondances.
Enfin, les théoriciens des groupes finis ont acquis de l'expérience et ont élaboré des techniques plus efficaces.

## Déroulement chronologique et événements importants
- Début des années 1950

Intérêt initial: Le domaine de la théorie des groupes finis n'était pas un domaine de recherche majeur, n'attirant que quelques mathématiciens au départ
- Fin des années 1950

Émergence d'idées clés: À la fin de la décennie, un petit groupe de mathématiciens a commencé à s'intéresser à la théorie des groupes finis, à développer de nouvelles techniques et à publier des résultats préliminaires.
- 1960-1961

Année de la théorie des groupes à Chicago: Ce programme a marqué une période importante au cours de laquelle ont été mis en place les efforts de collaboration et les méthodologies fondamentales qui allaient définir les travaux de classification ultérieurs
- Début des années 1960

Formalisation du projet de classification: Une communauté cohérente de théoriciens des groupes finis émerge, marquant le début des efforts formels de classification.
- 1972

Leadership de Daniel Gorenstein qui a formalisé la feuille de route du processus de classification, faisant considérablement avancer le projet.
- 1973

Contributions critiques de Michael Aschbacher qui a commencé à prouver des résultats essentiels, contribuant de manière significative à la dynamique du projet.
- 1981

Annonce de l'achèvement préliminaire: Daniel Gorenstein annonce que la classification est pour l'essentiel achevée, bien que de nombreuses preuves soient encore en version préimprimée et inaccessibles à l'ensemble de la communauté.
- 1982

Proposition de révision de Gorenstein: Gorenstein propose la nécessité d'une "preuve de deuxième génération" pour corriger les erreurs et rendre la preuve plus accessible et plus complète.
- 1994

Publication du premier livre de la série sur la révision: Le premier livre destiné à réviser et à consolider les épreuves de classification est publié, deux ans après la mort de Gorenstein
- 2005

Dernière publication de la série: L'ouvrage le plus récent de la série des épreuves révisées a été publié, marquant une étape importante dans l'effort continu de consolidation et de clarification de la classification.